# Xã Bemidji, Quận Beltrami, Minnesota
Xã Bemidji (tiếng Anh: Bemidji Township) là một xã thuộc quận Beltrami, tiểu bang Minnesota, Hoa Kỳ. Năm 2010, dân số của xã này là 3.134 người.